# Grand National (groupe)
Pour les articles homonymes, voir Grand National.
Grand National est un groupe originaire de Londres. Le projet est une collaboration entre Rupert Lyddon et Lawrence Rudd, également DJ et producteurs de remixes. Leur son mélange des sons électroniques, une ambiance new wave et une âme psychédélique. Sur scène, ils se produisent généralement accompagnés de quatre musiciens additionnels.

## Parcours
Leur premier album, Kicking the National Habit, sort en mai 2004. 
Après une compilation de B-sides, remixes et raretés disponible seulement au Royaume-Uni, ils sortent leur second album, A Drink and a Quick Decision, en septembre 2007.